# Thelypteris vattuonei
Thelypteris vattuonei är en kärrbräkenväxtart som först beskrevs av Cristóbal Mariá Hicken, och fick sitt nu gällande namn av Delia Abbiatti. Thelypteris vattuonei ingår i släktet Thelypteris och familjen Thelypteridaceae. Inga underarter finns listade.